# Tkivna transglutaminaza
Tkivna transglutaminaza (tTG, TG2) je 78 kDa, od kalcijuma zavisni enzim (EC 2.3.2.13) iz familije γ-glutamiltransferaza (transglutaminaza). Poput drugih transglutaminaza, on formira unakrsne veze u proteinima između ε-amino grupe lizinskih ostataka i γ-karboksamidne grupe glutaminskih ostataka. Nastale inter- ili intramolekulske veze su veoma otporne na proteolizu (proteinsku degradaciju). Pored unakrsnog vezivanja, tTG katalizuje i druge tipove reakcija uključujući deaminaciju, GTP-vezivanje/hidrolizu, i ima izopeptidazno dejstvo. Za razliku od drugih članova transglutaminazne familije, tTG se može naći u intracelularnim i ekstracelularnim prostorima raznih tipova tkiva i prisutan je u mnoštvu različitih organa uključujući srce, jetru, i tanka creva. Intracelularni tTG je izobilan u citosolu, a u malim količinama je prisutan i u jedru i mitohondrijama. Smatra se da intracelularni tTG ima važnu ulogu u apoptozi. U ekstracelularnom prostoru, tTG se vezuje za proteine ekstracelularnog matriksa (ECM), sa posebno jakim vezivanjem za fibronektin. Ekstracelularni tTG uzima udela u ćelijskoh adheziji, ECM stabilizaciji, zarastanju rana, receptorskog signalizaciji, ćelijskoj proliferaciji, i ćelijskoj motilnosti.
tTG je posebno poznat po tome što je autoantigen u celijačnoj bolesti, doživotnoj bolesti usled koje konzumiranje dijetarnog gluten uzrokuje patološki imunski respons koji dovodi do inflamacije tankih creva i naknadne atrofije.

## Literatura
- Nicholas C. Price; Lewis Stevens (1999). Fundamentals of Enzymology: The Cell and Molecular Biology of Catalytic Proteins (Third изд.). USA: Oxford University Press. ISBN 019850229X.
- Eric J. Toone (2006). Advances in Enzymology and Related Areas of Molecular Biology, Protein Evolution (Volume 75 изд.). Wiley-Interscience. ISBN 0471205036.
- Branden C; Tooze J. Introduction to Protein Structure. New York, NY: Garland Publishing. ISBN 0-8153-2305-0.
- Irwin H. Segel. Enzyme Kinetics: Behavior and Analysis of Rapid Equilibrium and Steady-State Enzyme Systems (Book 44 изд.). Wiley Classics Library. ISBN 0471303097.

## Spoljašnje veze
- Архивирано на веб-сајту  (12. мај 2021)